# 名将戦
名将戦（めいしょうせん）とは1973年（第1回）～1987年（第14回）まで開催されていた週刊文春主催のプロ将棋の公式棋戦。大山時代から中原時代に差し掛かった頃に始まった棋戦であり、この棋戦でも、第1～2回は共に中原誠が決勝で大山康晴を破り優勝している。

## 仕組み
予選と本戦からなり、共にトーナメント形式。決勝は3番勝負。
第1回は、順位戦A級～C級2組の5クラスごとに分かれて予選が行われ、勝ち抜いた14名と、予選免除となった中原誠名人と大山康晴永世王将の16名が本戦に出場した。予選における順位戦クラスごとの出場枠は、A級が5名、B級1組が3名、B級2組、C級1組、C級2組が2名ずつであった。A級は、大山を除いた10名が5組に分かれて対戦し、勝者5名が本戦に進出した。
第2回以降は、前回ベスト4、タイトル保持者、A級在籍者、棋戦優勝者など16名ほどが予選免除となり、予選を勝ち抜いた棋士と合わせて32名が本戦に出場する仕組みとなった。第1回とは違い、予選は順位戦のクラスごとに分けてではなく、各ブロックにバランス良く入るような組み分けとなった。

## 優勝者一覧
段位・称号等は当時のもの。優勝回数は米長邦雄が最多の4回。続いて内藤國雄の3回である。
| 回 | 年度 | 優勝者             | 勝敗 | 準優勝者         |
| -- | ---- | ------------------ | ---- | ---------------- |
| 1  | 1973 | 中原誠名人         | ○○   | 大山康晴永世王将 |
| 2  | 1975 | 中原誠名人         | ●○○  | 大山康晴棋聖     |
| 3  | 1976 | 有吉道夫八段       | ○○   | 大山康晴棋聖     |
| 4  | 1977 | 内藤國雄九段       | ●○○  | 米長邦雄八段     |
| 5  | 1978 | 森安秀光七段       | ○○   | 石田和雄七段     |
| 6  | 1979 | 大山康晴十五世名人 | ○○   | 有吉道夫九段     |
| 7  | 1980 | 米長邦雄棋王       | ○○   | 大内延介八段     |
| 8  | 1981 | 米長邦雄棋王       | ○●○  | 谷川浩司八段     |
| 9  | 1982 | 加藤一二三名人     | ○●○  | 米長邦雄棋王     |
| 10 | 1983 | 内藤國雄九段       | ○○   | 中原誠十段       |
| 11 | 1984 | 内藤國雄九段       | ○●○  | 加藤一二三王位   |
| 12 | 1985 | 米長邦雄十段       | ●○○  | 谷川浩司九段     |
| 13 | 1986 | 米長邦雄九段       | ○○   | 桐山清澄棋聖     |
| 14 | 1987 | 桐山清澄棋聖       | ○○   | 米長邦雄九段     |